# Rickreall
Rickreall és una concentració de població designada pel cens dels Estats Units a l'estat d'Oregon. Segons el cens del 2000 tenia 57 habitants.

## Demografia
Segons el cens del 2000, Rickreall tenia 57 habitants, 26 habitatges, i 17 famílies. La densitat de població era de 129,5 habitants per km².
Dels 26 habitatges en un 19,2% hi vivien nens de menys de 18 anys, en un 57,7% hi vivien parelles casades, en un 7,7% dones solteres, i en un 30,8% no eren unitats familiars. En el 23,1% dels habitatges hi vivien persones soles l'11,5% de les quals corresponia a persones de 65 anys o més que vivien soles. El nombre mitjà de persones vivint en cada habitatge era de 2,19 i el nombre mitjà de persones que vivien en cada família era de 2,56.
Per edats la població es repartia de la següent manera: un 15,8% tenia menys de 18 anys, un 1,8% entre 18 i 24, un 24,6% entre 25 i 44, un 38,6% de 45 a 60 i un 19,3% 65 anys o més.
L'edat mediana era de 50 anys. Per cada 100 dones de 18 o més anys hi havia 71,4 homes.
La renda mediana per habitatge era de 27.222 $ i la renda mediana per família de 26.389 $. Els homes tenien una renda mediana de 41.250 $ mentre que les dones 21.250 $. La renda per capita de la població era de 12.846 $. Cap de les famílies estaven per davall del llindar de pobresa.

## Poblacions més properes
El següent diagrama mostra les poblacions més properes.